# Rhodomelaceae
Famille
Taxons de rang inférieur
- Voir le texte

Les Rhodomelaceae (ou Rhodomélacées) sont une famille d'algues rouges de l'ordre des Ceramiales. 

## Liste des tribus
Selon AlgaeBase (18 mai 2012) et World Register of Marine Species (18 mai 2012) :
- tribu des Amansieae F.Schmitz
- tribu des Bostrychieae Falkenberg
- tribu des Brongniartelleae
- tribu des Chondrieae F.Schmitz & Falkenberg
- tribu des Herposiphonieae F.Schmitz & Falkenberg
- tribu des Heterocladieae Falkenberg
- tribu des Laurencieae F.Schmitz
- tribu des Lophothalieae F.Schmitz & Falkenberg
- tribu des Neotenophyceae Kraft & I.A.Abbott
- tribu des Polysiphonieae F.Schmitz
- tribu des Polyzonieae F.Schmitz & Falkenberg
- tribu des Pterosiphonieae Falkenberg
- tribu des Sonderelleae L.E.Phillips

## Liste des genres
Selon Catalogue of Life (18 mai 2012) :
- genre Abbottella
- genre Acanthophora
- genre Acrocystis
- genre Adamsiella
- genre Aiolocolax
- genre Alsidium
- genre Amansia
- genre Amplisiphonia
- genre Antarctocolax
- genre Aphanocladia
- genre Ardissonula
- genre Benzaitenia
- genre Beringiella
- genre Boergeseniella
- genre Bostrychia
- genre Brongniartella
- genre Bryocladia
- genre Bryothamnion
- genre Chamaethamnion
- genre Chiracanthia
- genre Chondriopsis
- genre Chondrophycus
- genre Cladhymenia
- genre Cladurus
- genre Cliftonaea
- genre Coeloclonium
- genre Colacopsis
- genre Ctenosiphonia
- genre Dasyclonium
- genre Dawsoniella
- genre Dictyomenia
- genre Digenea
- genre Digeneopsis
- genre Diplocladia
- genre Dipterocolax
- genre Dipterosiphonia
- genre Ditria
- genre Doxodasya
- genre Echinosporangium
- genre Echinothamnion
- genre Enantiocladia
- genre Endosiphonia
- genre Enelittosiphonia
- genre Epiglossum
- genre Erythrocystis
- genre Erythrostachys
- genre Exophyllum
- genre Fernandosiphonia
- genre Gonatogenia
- genre Grammitella
- genre Halopithys
- genre Hawaiia
- genre Herpopteros
- genre Herposiphonia
- genre Heterocladia
- genre Heterostroma
- genre Holotrichia
- genre Husseya
- genre Hutchinsia
- genre Janczewskia
- genre Jantinella
- genre Kuetzingia
- genre Laurencia
- genre Laurenciocolax
- genre Lembergia
- genre Lenormandiopsis
- genre Leptosiphonia
- genre Leveillea
- genre Levringiella
- genre Lophocladia
- genre Lophosiphonia
- genre Lophothalia
- genre Lophura
- genre Lophurella
- genre Melanamansia
- genre Melanothamnus
- genre Meridiocolax
- genre Metamorphe
- genre Microcolax
- genre Micropeuce
- genre Murrayellopsis
- genre Neorhodomela
- genre Neosiphonia
- genre Neotenophycus
- genre Neurymenia
- genre Odonthalia
- genre Oligocladella
- genre Onychocolax
- genre Ophidocladus
- genre Osmundaria
- genre Osmundea
- genre Pachychaeta
- genre Periphykon
- genre Phaeocolax
- genre Picconiella
- genre Pityophykos
- genre Placophora
- genre Pleurostichidium
- genre Polysiphonia
- genre Polyzonia
- genre Protokuetzingia
- genre Pterochondria
- genre Pterosiphonia
- genre Pycnothamnion
- genre Rhodolachne
- genre Rhodomela
- genre Rhodomelopsis
- genre Rodriguezella
- genre Rytiphlaea
- genre Schizochlaenion
- genre Sonderella
- genre Spirocladia
- genre Sporoglossum
- genre Stichothamnion
- genre Stictosiphonia
- genre Streblocladia
- genre Stromatocarpus
- genre Symphyocladia
- genre Tayloriella
- genre Tolypiocladia
- genre Trichidium
- genre Trigenea
- genre Tylocolax
- genre Ululania
- genre Veleroa
- genre Vidalia
- genre Waldoia
- genre Wilsonaea
- genre Womersleyella
- genre Wrightiella

Selon ITIS (18 mai 2012) :
- genre Acanthophora J. V. F. Lamouroux
- genre Amansia J. V. F. Lamouroux, 1809
- genre Amplisiphonia
- genre Ancanthophora
- genre Boergegeseniella
- genre Bostrychia Montagne, 1842
- genre Brongniartella
- genre Bryothamnion
- genre Chondria
- genre Digenea C. Agardh
- genre Dipterosiphonia
- genre Erythrocystis
- genre Halopitys
- genre Herposiphonia
- genre Janczewskia
- genre Jantinella
- genre Laurencia
- genre Levringiella
- genre Lophocladia
- genre Lophosiphonia
- genre Micropeuce
- genre Murrayellopsis
- genre Odonthalia
- genre Ophiocladus
- genre Polysiphonia
- genre Pterochondria
- genre Pterosiphonia
- genre Rhodomela
- genre Rytiphloea
- genre Veleroa
- genre Waldoia W. R. Taylor, 1962
- genre Wrightiella

Selon NCBI (18 mai 2012) :
- genre Acanthophora
- genre Acrocystis
- genre Alsidium
- genre Amansia
- genre Aneurianna
- genre Benzaitenia
- genre Boergeseniella
- genre Bostrychia
- genre Brongniartella
- genre Bryocladia
- genre Chondria
- genre Chondrophycus
- genre Digenea
- genre Enelittosiphonia
- genre Halopithys
- genre Herposiphonia
- genre Heterocladia
- genre Janczewskia
- genre Kuetzingia
- genre Laurencia
- genre Lembergia
- genre Lenormandia
- genre Leveillea
- genre Lophocladia
- genre Lophosiphonia
- genre Lophothalia
- genre Melanamansia
- genre Micropeuce
- genre Murrayella
- genre Neorhodomela
- genre Neosiphonia
- genre Neurymenia
- genre Odonthalia
- genre Osmundaria
- genre Osmundea
- genre Palisada
- genre Pleurostichidium
- genre Polysiphonia
- genre Polyzonia
- genre Protokuetzingia
- genre Pterochondria
- genre Pterosiphonia
- genre Rhodolachne
- genre Rhodomela
- genre Rytiphlaea
- genre Sonderella
- genre Spirocladia
- genre Symphyocladia
- genre Tayloriella
- genre Tolypiocladia
- genre Ululania
- genre Womersleyella
- genre Wrightiella